# St.-Petrus-Basilika (Boxmeer)

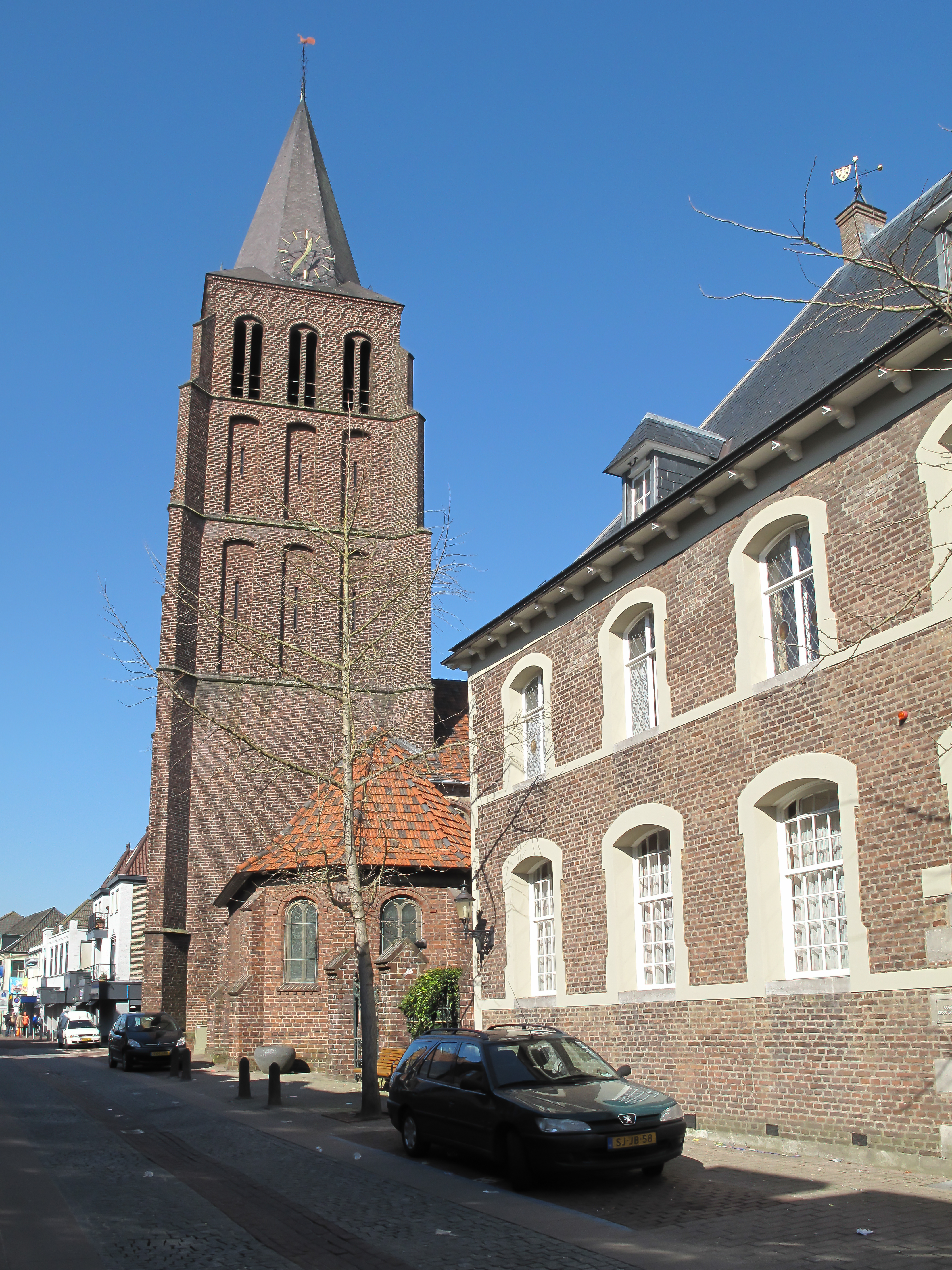
Basilika St. Petrus

Die St.-Petrus-Basilika (niederländisch Sint-Petrusbasiliek) ist eine römisch-katholische Kirche in Boxmeer, Niederlande. Die zum Bistum ’s-Hertogenbosch gehörende Kirche ist den Aposteln Petrus und Paulus gewidmet und trägt den Titel einer Basilica minor, einige Ausstattungselemente sind als Rijksmonument geschützt.

## Geschichte
Die Geschichte der Kirche geht auf das Jahr 1000 zurück. Damit ist die Kirche die älteste Pfarrgemeinde im Gebiet um Cuijk. Die Petruskirche war damals eine einschiffige, romanische Hallenkirche mit einem Turm und einem geschlossenen Chor. Später wurde sie durch eine gotische Backsteinkirche ersetzt, die für ihre schönen Netzgewölbe bekannt war. Um 1870 wurde diese Kirche im neugotischen Stil erweitert. 1944 wurde dieser Kirchenbau durch Kriegsgewalt zerstört; die Überreste davon wurden 1946 versehentlich abgerissen.
Die heutige Kirche wurde nach einem Entwurf des Architekten Hendrik Willem Valk als Kreuzkirche im neugotischen Stil errichtet. Der Kirchturm der Backsteinkirche steht am Südwestende des Gebäudes an der Straßenfront, der Chor wird mit einer dreiseitigen Apsis abgeschlossen. 1952 wurde die Kirche von Bischof Wilhelmus Pieter Adrian Maria Mutsaerts des Bistums ’s-Hertogenbosch feierlich geweiht.
Anlässlich der 600-Jahr-Feier der Blutprozession Boxmeerse Vaart wurde die Kirche durch Papst Johannes Paul II. zur Basilica minor erhoben. Die Proklamation erfolgte am 25. Juni 2000 durch Bischof Antonius Hurkmans.

## Ausstattung
Für die Kirchenausstattung wurden erhaltene Elemente aus den Vorgängerkirchen verwendet, in der Krypta findet man auch Überreste der ehemaligen romanischen und spätgotischen Kirchen, wie das Marmorgrab für Graf Oswald III. van den Bergh und seine Gemahlin, geschaffen 1741 durch Johann Baptist Xavery.

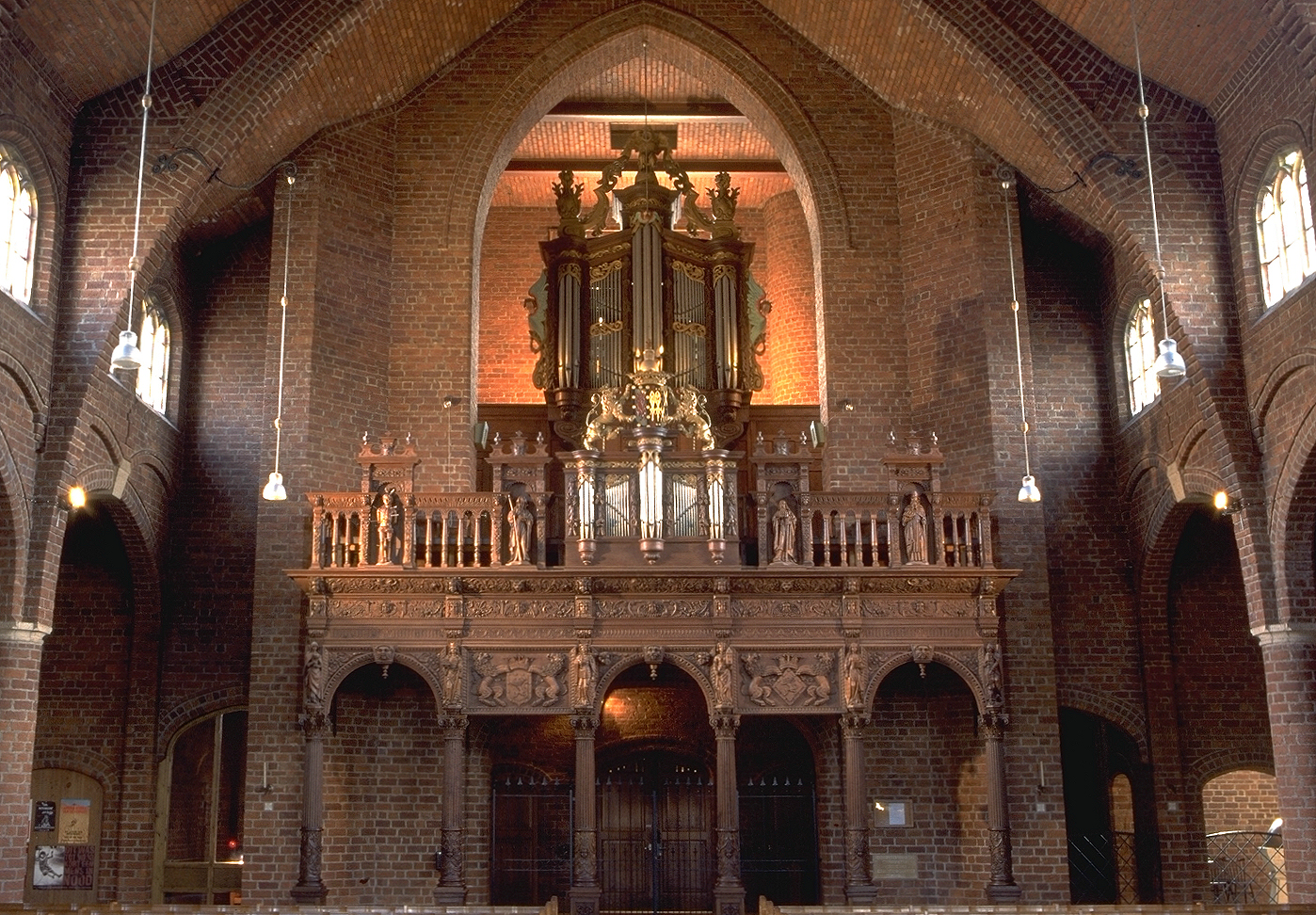
Empore mit Orgelprospekt und Rückpositiv

Auf der Turmseite steht die eichenhölzerne Chorempore von Jan Werkens aus Venray aus dem Jahr 1634. Diese Renaissance-Schnitzerei ist die einzige in Nordbrabant. Über der Empore zeigt sich der geschnitzte Orgelprospekt aus der zweiten Hälfte des 17. Jahrhunderts, die Orgel mit 28 Registern wurde vom lokalen Orgelbauer J. Winkels & Zn. Verschueren im Jahr 1959 in das vorhandene Gehäuse eingebaut.
Auf der Balustrade finden sich spätgotische Statuen, so von Sebastian, Jakobus d. Ä., Jacobus d. J. und Antonius Abbas. Beide Jakobs-Skulpturen stammen von Heinrich Douvermann aus dem Anfang des 16. Jahrhunderts. Weiterhin steht in der Kirche eine Pieta aus dem 16. Jahrhundert, eine Marienstatue mit ihrer Mutter Anna aus dem 16. Jahrhundert, eine Statue des Heiligen Cornelius aus dem 15. Jahrhundert und eine Statue der Jungfrau Maria aus dem 15. Jahrhundert. Die modernen Glasfenster stammen von Eugène Laudy, in der Blutkapelle sind Fenster von Luc van Hoek zu sehen.
Die Glocke Maria wurde um 1410 gegossen, Petrus wurde im Jahre 1448 von Jan van Venlo gegossen, im gleichen Jahr auch Jhesus.